# Andrew Tridgell
Andrew James Tridgell (Sídney, 28 de febrero de 1967) es un programador australiano, residente en Canberra.
Nació en Sídney, Andrew es el autor inicial del servidor de ficheros Samba (en el que sigue colaborando), y co-inventor del algoritmo rsync. Es conocido por sus análisis de protocolos propietarios y algoritmos, para hacer implementaciones libres compatibles con estos.

## Hitos académicos
Tridgell completó un doctorado en el Laboratorio de Ciencias de la Computación de la Universidad Nacional de Australia. Su trabajo de doctorado original fue en el área de reconocimiento de voz, pero nunca se completó. Su tesis presentada "Algoritmos eficientes para ordenar y sincronizar" se basó en su trabajo en el algoritmo rsync. 

## Premios y distinciones
En octubre de 2003, la revista The Bulletin consideró que Tridgell era la persona más inteligente en tecnología de la información y las comunicaciones de Australia.
En julio de 2008, Tridgell fue nombrado "Mejor interoperador" en los Premios de código abierto Google – O'Reilly, por su trabajo en Samba y Rsync. 
Tridgell (junto con Jeremy Allison y Volker Lendecke) ha sido llamado "gurú en su significado tradicional indio" por el escritor de TI, Sam Varghese. 
El 11 de diciembre de 2018, Tridgell recibió el título de Doctor en Ciencias (honoris causa) por la Universidad Nacional de Australia, por autor de Samba, co-inventando rsync; y contribuciones al software libre y de código abierto.